# Медиаобразование
Медиаобразова́ние (англ. media education) — введённый сравнительно недавно термин, которым обозначают изучение воздействия средств массовой и другой коммуникации (в том числе прессы, телевидения и радиовещания, рекламы, кинематографа, Интернета со всеми его приложениями) как в рамках подготовки работников этой сферы, так и применительно к тому, что необходимо знать всем для освоения инфокоммуникационных технологий, что выражается термином «медиаграмотность» (англ. media literacy), или «медиакомпетентность» (англ. media competence) (означая умение квалифицированно использовать средства коммуникации), в том числе как развитой способности освоения так называемых медиатекстов (англ. media texts), предполагающей понимание гуманитарного, антропологического, социального, культурного и политического контекста функционирования средств коммуникации и используемых ими способов представления действительности.

## Описание
«Медиаобразование» включает в себя кинообразование (англ. film education).
Понимание «медиаобразования» предполагает выделение в качестве ведущего принципа Маршалла Маклюэна «Средство коммуникации есть сообщение» (англ. The Medium is the Message), означающего, что средства коммуникации (а в этом качестве, согласно М. Маклюэну, следует понимать любые артефакты) сами по себе должны рассматриваться как сила формирования человека, культуры и общества.

## Обучение медиаграмотности
В обучении медиаграмотности часто используется педагогическая модель, основанная на запросах, которая побуждает людей задавать вопросы о том, что они смотрят, слышат и читают. Медиаграмотность выходит за рамки традиционных форматов письменного и печатного текста и переходит к изучению более современных источников. Некоторые примеры медиаграмотности включают, помимо прочего, телевидение, видеоигры, фотографии и аудиосообщения. Обучение медиаграмотности предоставляет инструменты, помогающие людям развить восприимчивую медиа-способность критически анализировать сообщения, предлагает учащимся возможности расширить свой опыт общения со СМИ и помогает им развивать генеративные медиа-способности для повышения творческих навыков в создании своих собственных медиа-сообщений. Критический анализ может включать определение автора, цели и точки зрения, изучение методов и жанров построения, изучение моделей представления в СМИ, а также выявление пропаганды, цензуры и предвзятости в программах новостей и связей с общественностью (и их причин). Обучение медиаграмотности может исследовать, как структурные особенности, такие как владение СМИ или их модель финансирования, влияют на представленную информацию.
Как определено в Основных принципах обучения медиаграмотности, "цель обучения медиаграмотности - помочь людям любого возраста развить исследовательские навыки и навыки выражения, которые необходимы им, чтобы быть критически мыслящими, эффективными коммуникаторами и активными гражданами в современном мире». Обучение медиаграмотности может начаться в раннем детстве с развития педагогики, основанной на более критическом мышлении и более глубоком анализе и анализе концепций и текстов. По мере того как учащиеся стареют и вступают во взрослую жизнь, использование обучающей медиаграмотности будет иметь большое значение для определения этических и технических стандартов в медиа, а также понимания того, как медиа связываются с их когнитивными, социальными и эмоциональными потребностями.
В Северной Америке и Европе медиаграмотность включает в себя как расширение прав и возможностей, так и протекционизм. Медиаграмотные люди могут умело создавать и распространять информационные сообщения, как для демонстрации понимания конкретных качеств каждого средства массовой информации, так и для создания средств массовой информации и участия в качестве активных граждан. Медиаграмотность можно рассматривать как вклад в расширенную концептуальную концепцию грамотности, рассматривая средства массовой информации, популярную культуру и цифровые медиа как новые типы «текстов», требующие анализа и оценки. Превращая процесс медиапотребления в активный и критический процесс, люди лучше осознают возможность искажения и манипуляции, а также понимают роль средств массовой информации и средств массовой информации в формировании взглядов на реальность. Обучение медиаграмотности иногда концептуально рассматривается как способ устранения негативных аспектов СМИ, включая манипуляции со СМИ, дезинформацию, гендерные и расовые стереотипы, сексуализацию детей и опасения по поводу потери конфиденциальности, киберзапугивания и Интернет-хищников. Обретая знания и навыки в использовании средств массовой информации и технологий, обучение медиаграмотности может обеспечить определенный тип защиты для детей и молодых людей, помогая им сделать правильный выбор в своих привычках и моделях использования средств массовой информации.
Сторонники обучения медиаграмотности утверждают, что включение медиаграмотности в школьные программы способствует гражданской активности, повышает осведомленность о властных структурах, присущих популярным СМИ, и помогает учащимся приобрести необходимые критические и исследовательские навыки. СМИ могут оказывать положительное или отрицательное влияние на общество, но обучение медиаграмотности позволяет учащимся распознавать неизбежные риски манипуляции, пропаганды и предвзятости СМИ. Все больше исследований уделяется влиянию медиаграмотности на молодежь. В важном метаанализе более 50 исследований, опубликованном в Journal of Communication, было установлено, что вмешательства в области медиаграмотности оказали положительное влияние на знания, критику, воспринимаемый реализм, влияние, поведенческие убеждения, отношения, самоэффективность и поведение. Медиаграмотность также способствует критическому мышлению и самовыражению, позволяя гражданам решительно осуществлять свои демократические права. Медиаграмотность позволяет населению понимать и вносить свой вклад в общественный дискурс и, в конечном итоге, принимать правильные решения при избрании своих лидеров. Медиаграмотные люди могут занять критическую позицию при расшифровке сообщений СМИ, независимо от их взглядов на позицию.

### Теоретические подходы к обучению медиаграмотности
Различные ученые предложили теоретические основы медиаграмотности. В 2010 году Рене Хоббс разработала модель AACRA (доступ, анализ, создание, отражение и действие)  и определила три фрейма для ознакомления учащихся с медиаграмотностью: авторы и аудитория (AA), сообщения и значения (MM) и репрезентация. и реальность (RR), синтезируя научную литературу из медиаграмотности, информационной грамотности, визуальной грамотности и новой грамотности.  Эта модель явно концептуализирует медиаграмотность как расширенную концептуализацию грамотности.
Дэвид Бэкингем предлагает «теоретическую основу, которая может быть применена ко всему спектру современных медиа, а также к« старым »медиа, как часть практики медиаобразования: производство, язык, репрезентация и аудитория». Говоря о концепциях, представленных Дэвидом Бэкингемом, Генри Дженкинс обсуждает возникновение культуры участия и подчеркивает значение «новой медиа-грамотности» - набора культурных компетенций и социальных навыков, которые необходимы молодым людям в условиях новых медиа.
Дуглас Келлнер и Джефф Шер выделили четыре различных подхода к медиаобразованию: протекционистский подход, медиаобразование, движение за медиаграмотность и критическую медиаграмотность. Протекционистский подход рассматривает аудиторию средств массовой информации как уязвимую для культурных, идеологических или моральных влияний и нуждающуюся в защите посредством образования. Подход к образованию в области медиаискусства фокусируется на творческом производстве учащимися различных медиаформ. Движение за медиаграмотность - это попытка вынести традиционные аспекты грамотности из сферы образования и применить их к средствам массовой информации. Критическая медиаграмотность направлена на анализ и понимание властных структур, которые формируют репрезентации средств массовой информации, и способы работы аудитории для придания смысла посредством доминирующего, оппозиционного и согласованного прочтения средств массовой информации.

### Исследования по обучению медиаграмотности
Сообщество ученых публикует исследования в Journal of Media Literacy Education и других журналах, и после того, как Европейская комиссия поставила перед Европой амбициозную цель по развитию экономики знаний, оставаясь более инклюзивной в культурном отношении, возникло сильное глобальное сообщество ученых, занимающихся медиаграмотностью.  Эмпирические исследования по обучению медиаграмотности, проводимые исследователями социальных наук, обычно делятся на три основные категории, в которых основное внимание уделяется: (а) показателям здоровья; (б) учебная программа и инструкция; и (c) политические взгляды, использование и поведение СМИ. Мета-анализ большого количества этих исследований показал, что средний размер эффекта был сильным и положительным для результатов, включая знания СМИ, критику, воспринимаемый реализм, влияние, отношения, самоэффективность и поведение. В двух недавних национальных репрезентативных опросах жителей США компетентность в области медиаграмотности была связана с принятием решений, связанных со здоровьем, в контексте COVID-19, и исследование показало, что навыки медиаграмотности способствуют принятию рекомендуемых для здоровья моделей поведения. В рамках медицинских вмешательств также исследуются такие вопросы, как насилие в СМИ, стереотипы в представлении пола и расы, материализм и культура потребления, а также приукрашивание нездорового поведения, включая курение. Исследования показывают, что медиаграмотность связана с повышенной устойчивостью детей и молодежи, что эффективно в самых разных контекстах и средах обучения.
Компетенции медиаграмотности часто измеряются с помощью показателей самоотчетов, когда люди оценивают или соглашаются с различными утверждениями. Эти меры легко применять для большой группы людей. Некоторые исследователи используют показатели, основанные на производительности или компетенциях, для изучения реальной способности людей критически анализировать новости, рекламу или развлечения.  Считается, что программы медиаграмотности, в которых основное внимание уделяется политическим взглядам и поведению, обеспечивают когнитивные и социальные основы, необходимые для гражданского участия. Исследования старшеклассников показали, что участие в программе медиаграмотности было положительно связано с мотивами поиска информации, знанием СМИ и навыками анализа новостей. Экспериментальные исследования показали, что молодые люди в возрасте 15–27 лет, получившие образование в области медиаграмотности в школах, лучше могли оценивать точность политического содержания, даже если оно соответствовало их существующим политическим убеждениям.

## История и международные вклады
Обучение медиаграмотности активно сосредоточено на методах обучения и педагогике медиаграмотности, объединяя теоретические и критические основы, вытекающие из конструктивистской теории обучения, исследований СМИ и культурологии. Эта работа возникла в результате наследия использования средств массовой информации и технологий в образовании на протяжении 20-го века и появления междисциплинарной работы на стыке медиа-исследований и образования. Старейшей организацией, изучающей медиаграмотность, является Национальный совет по телемедийным средствам, расположенный в Мэдисоне, Висконсин и возглавляемый Мариели Роу более 50 лет. Голос медиаграмотности, проект Центра медиаграмотности, спонсируемый Тессой Джоллс, включал интервью от первого лица с 20 пионерами медиаграмотности, действовавшими до 1990-х годов в англоязычных странах. Проект предоставил исторический контекст для роста медиаграмотности среди людей, которые помогли повлиять на эту область.
ЮНЕСКО исследовала, в каких странах изучение СМИ включается в учебные программы различных школ в качестве средства для разработки новых инициатив в области медиаобразования. Опираясь на 72 эксперта по медиаобразованию из 52 стран мира, исследование показало, что (1) медиаграмотность возникает в контексте формального образования; (2) он обычно полагается на партнерство с медиаиндустрией и регуляторами СМИ; и (3) существует сильное исследовательское сообщество, которое изучило потребности преподавателей и препятствия на пути будущего развития. Хотя прогресс во всем мире неравномерен, все респонденты осознали важность медиаобразования, а также необходимость официального признания со стороны своего правительства и политиков.
В последние годы широкий спектр инициатив по обучению медиаграмотности расширил сотрудничество в Европе и Северной Америке. Многие культурные, социальные и политические факторы определяют то, как инициативы по обучению медиаграмотности считаются значимыми. Разум выше СМИ (англ. Mind Over Media) - это пример международного сотрудничества в области обучения медиаграмотности: это платформа цифрового обучения, основанная на краудсорсинговых примерах современной пропаганды, которыми поделились преподаватели и учащиеся со всего мира. Для преподавателей, разрабатывающих программы медиаграмотности, изучение пропаганды становится все более важным, особенно с ростом количества фейковых новостей и дезинформации.
В программах медиаграмотности могут быть подчеркнуты следующие компоненты:
Критическое мышление: понимание того, как работает медиаиндустрия и как создаются медиа-сообщения; ставить под сомнение мотивацию производителей контента, чтобы сделать осознанный выбор в отношении выбора и использования контента; распознавание различных типов медиа-контента и оценка контента на предмет правдивости, надежности и ценности; распознавание и управление рисками сетевой безопасности и защиты;
Креативность: развитие компетенций посредством деятельности, которая включает создание, создание и генерацию медиаконтента, часто посредством сотрудничества;
Межкультурный диалог: практики человеческого общения, сочувствия и социального взаимодействия, в том числе те, которые бросают вызов радикализации, насильственному экстремизму и разжиганию ненависти;
Навыки СМИ: способность искать, находить, ориентироваться и использовать медиа-контент и услуги;
Участие и гражданская активность: активное участие в экономических, социальных, творческих, культурных аспектах жизни общества с использованием средств массовой информации таким образом, чтобы продвигать демократическое участие и основные права человека.

### Северная Америка
В Северной Америке зарождение формализованного подхода к медиаграмотности как теме образования часто связывают с созданием в 1978 году Ассоциации медиаграмотности (AML) в Онтарио. До этого преподавание в области медиаобразования, как правило, было прерогативой отдельных учителей и практиков. Канада была первой страной в Северной Америке, где в школьную программу включили медиаграмотность. Каждая провинция включила медиаобразование в свою учебную программу. Например, новая учебная программа Квебека требует медиаграмотности с 1 класса до последнего года обучения в средней школе (Secondary V). Появление медиаобразования в Канаде произошло по двум причинам. Одной из причин было беспокойство по поводу всепроникающей популярности американской поп-культуры, а другой - обусловленная системой образования необходимость контекстов для новых образовательных парадигм. Канадский исследователь коммуникации Маршалл Маклюэн положил начало североамериканскому образовательному движению за медиаграмотность в 1950-х и 1960-х годах. Двое из лидеров Канады в области медиаграмотности и медиаобразования - Барри Дункан и Джон Пунгенте. Дункан умер 6 июня 2012 года. Даже после того, как он ушел с занятий в классе, Барри все еще активно занимался медиаобразованием. Пунгенте - священник-иезуит, пропагандирующий медиаграмотность с начала 1960-х годов.
Обучение медиаграмотности вызывает интерес в Соединенных Штатах с начала 20 века, когда учителя английского языка в старших классах впервые начали использовать фильм для развития у учащихся критического мышления и коммуникативных навыков. Однако обучение медиаграмотности отличается от простого использования средств массовой информации и технологий в классе, и это различие проявляется в различии между «обучением с использованием средств массовой информации» и «обучением средствам массовой информации». В 1950-х и 60-х годах фильм грамматический подход к обучению медиаграмотности разработан в США. Педагоги начали показывать детям коммерческие фильмы, предлагая им выучить новую терминологию, состоящую из таких слов, как: исчезновение, растворение, перемещение, панорамирование, масштабирование и вырезание. Фильмы были связаны с литературой и историей. Чтобы понять конструктивную природу фильма, студенты изучали развитие сюжета, характер, настроение и тон. Затем, в течение 1970-х и 1980-х годов, отношение к средствам массовой информации и массовой культуре в англоязычном мире начало меняться. Педагоги начали осознавать необходимость «защититься от предрассудков, связанных с восприятием печати как единственного реального средства массовой информации, в котором заинтересованы учителя английского языка». Целое поколение педагогов начало не только признавать кино и телевидение как нечто новое, законные формы выражения и общения, но также исследовали практические способы содействия серьезному исследованию и анализу - в высшем образовании, в семье, в школе и в обществе. В 1976 году Project Censored начал использовать модель служебного обучения для развития навыков медиаграмотности среди студентов и преподавателей высших учебных заведений.
Обучение медиаграмотности начало появляться в государственных программах обучения английскому языку к началу 1990-х годов в результате возросшего осознания центральной роли СМИ в контексте современной культуры. Почти во всех 50 штатах язык, поддерживающий медиаграмотность, включен в государственные учебные программы. Кроме того, все большее количество школьных округов начали разрабатывать общешкольные программы, факультативные курсы и другие внешкольные возможности для анализа и производства средств массовой информации. Однако национальных данных об охвате программ медиаграмотности в США нет.

### Европа
Великобритания широко известна как лидер в развитии образования в области медиаграмотности. Ключевые агентства, которые участвовали в этой разработке, включают Британский институт кино, Центр английского языка и медиа Кинообразование, Центр изучения детей, молодежи и средств массовой информации при Институте образования в Лондоне, [44] и центр DARE (Образовательные исследования в области цифровых искусств), результат сотрудничества между Университетским колледжем Лондона и Британским институтом кино. «Поощрение» медиаграмотности также стало политикой правительства Великобритании в рамках Новой Лейбористской партии  и было закреплено в Законе о коммуникациях 2003 года как обязанность нового регулятора СМИ, Ofcom. Однако после первоначального всплеска активности объем работы Ofcom в этом направлении постепенно сокращался, и, начиная с коалиционного правительства, продвижение медиаграмотности было сведено к исследованию рынка - что Уоллис и Бэкингем описали как « политика нежити.
В Скандинавии медиаобразование было включено в финскую начальную программу в 1970 году, а в средние школы - в 1977 году. Концепции, разработанные в Французско-финляндском лицее в Хельсинки, стали общепринятыми в 2016 году . Медиаобразование является обязательным в Швеции с 1980 года, а в Дании - с 1970 года.
Во Франции преподавали кино с самого начала, но только недавно были организованы конференции и медиа-курсы для учителей с включением медиа-производства.
В Германии были опубликованы теоретические публикации по медиаграмотности в 1970-х и 1980-х годах, а в 80-х и 90-х годах интерес к медиаобразованию внутри и вне образовательной системы рос.
В Нидерландах медиаграмотность была включена в повестку дня голландского правительства в 2006 году как важный вопрос для голландского общества. В апреле 2008 г. правительство Нидерландов создало официальный центр (mediawijsheid expertcentrum = центр медицинской грамотности). Этот центр представляет собой сетевую организацию, состоящую из различных заинтересованных сторон, обладающих опытом в данной области.
В России в 1970–1990-е годы появились первые официальные программы кино- и медиаобразования, возрос интерес к докторским исследованиям, сфокусированным на медиаобразовании, а также к теоретической и эмпирической работе по медиаобразованию О. Баранова (Тверь), С. Пензина. (Воронеж), Г.Поличко, Ю.Рабинович (Курган), Ю.Усов (Москва), Александр Федоров (Таганрог), А.Шариков (Москва) и другие. Последние достижения в области медиаобразования в России - это регистрация в 2002 г. новой специальности «Медиаобразование» (№ 03.13.30) для педагогических университетов и запуск в 2005 г. академического журнала «Медиаобразование», частично спонсируемого ICOS ЮНЕСКО «Информация. для всех'.
Черногория стала одной из немногих стран в мире, которые включили медиаобразование в свои учебные программы, когда в 2009 году «медиаграмотность» была введена в качестве факультативного предмета для 16-17-летних учащихся гимназий.
В Украине медиаобразование находится на втором этапе (2017–2020 годы) развития и стандартизации. Основные центры медиаобразования: Львовский университет имени Ивана Франко (руководитель Борис Потятиник), Институт высшего образования Национальной академии педагогических наук Украины (Анна Онкович), Институт социальной и политической психологии Национальной академии педагогических наук. Украины (Любовь Найдёнова).

### Азия
Обучение медиаграмотности еще не так широко и не так широко в Азии, как в США или странах Запада. Начиная с 1990-х годов в Восточной Азии произошел сдвиг в сторону медиаграмотности. В последние годы образование в области медиаграмотности в Азии растет, и в странах Азиатско-Тихоокеанского региона действует несколько программ.
Учителя в Пекине, Китай, признают важность обучения медиаграмотности в начальных школах, исходя из их собственного уровня озабоченности необходимостью медиаграмотности в образовании.  Другие программы в Китае включают Little Masters, китайское издание, созданное детьми, которое освещает множество вопросов, помогая детям изучать журналистику и базовые навыки командной работы и общения.  Были проведены исследования для проверки уровня медиаграмотности среди китайскоязычных студентов в Китае и на Тайване, но необходимы дальнейшие исследования . Информационная грамотность высоко ценится в образовании, но медиаграмотность менее признана.
В Индии программа Cybermohalla началась в 2001 году с целью предоставить доступ к технологиям молодежи.
Во Вьетнаме Группа молодых журналистов (YOJO) была создана в 1998 году в сотрудничестве с ЮНИСЕФ и Вьетнамским национальным радио для борьбы с фальшивыми сообщениями средств массовой информации.
В Сингапуре Управление по развитию СМИ (MDA) определяет медиаграмотность и признает ее важным инструментом 21 века, но только с точки зрения чтения.
Начиная с 2017 учебного года, дети на Тайване изучают новую учебную программу, предназначенную для обучения критическому чтению пропаганды и оценке источников. Этот курс, получивший название «медиаграмотность», предусматривает обучение журналистике в новом информационном обществе.
В Иране Насра - это движение, целью которого является удовлетворение образовательных потребностей всех детей, молодежи и взрослых в 2018 году.  Это общественное движение сосредоточено на использовании цифровых медиа и психическом здоровье, а также на повышении навыков использования медиа для общественности.

### Средний Восток
Иордания продвигается вперед в развитии медийной и информационной грамотности, что имеет решающее значение для борьбы с экстремизмом и языком ненависти . Иорданский институт СМИ работает над распространением концепций и навыков позитивного взаимодействия со СМИ и инструментами коммуникационных технологий и цифровые носители и уменьшить их недостатки.  В 2013 году в Бейруте (Ливан) открылась академия под названием Бейрутская академия средств массовой информации и цифровой грамотности (MDLAB), цель которой - научить студентов быть критически важными потребителями средств массовой информации.

### Австралия
В Австралии на медиаобразование повлияли события в Великобритании, связанные с прививками, популярным искусством и демистификацией. Ключевыми теоретиками, оказавшими влияние на медиаобразование в Австралии, были Грэм Тернер и Джон Хартли, которые помогли развить австралийские медиа и культурологию. В течение 1980-х и 1990-х годов западные австралийцы Робин Куин и Барри МакМахон написали основополагающие учебники, такие как «Реальные изображения», воплотив многие сложные теории медиа в соответствующие учебные рамки. В то же время Кармен Люк связала медиаграмотность с феминизмом, продвигая более критический подход к медиаобразованию. В большинстве австралийских штатов СМИ являются одним из пяти направлений ключевой области обучения искусствам и включают «основные знания» или «результаты», перечисленные для различных стадий развития. На старшем уровне (11 и 12 классы) несколько штатов предлагают изучение СМИ в качестве факультатива. Например, многие школы Квинсленда предлагают фильмы, телевидение и новые медиа, в то время как викторианские школы предлагают VCE Media. Медиаобразование проводится при поддержке профессиональной ассоциации учителей «Австралийские учителя средств массовой информации». С введением новой австралийской национальной учебной программы школы начинают внедрять медиаобразование как часть учебной программы по искусству, используя медиаграмотность как средство обучения учащихся тому, как разбирать, конструировать и определять темы в медиа.